# Bertolt-Brecht-Forschungsstätte Augsburg
Die Bertolt-Brecht-Forschungsstätte Augsburg ist eine wissenschaftliche Forschungseinrichtung der Stadt Augsburg, die sich mit dem Leben und Werk des Dramatikers und Lyrikers Bertolt Brecht auseinandersetzt. Sie wurde 1991 gegründet und wird seither von Jürgen Hillesheim geleitet.

## Allgemeines
Aufgabe der Einrichtung ist der Ausbau der Brechtsammlung, die mit über 10000 Medieneinheiten die nach der des Brecht-Archivs in Berlin zweitgrößte und -bedeutendste der Welt ist. Sie wird ergänzt durch eine Sammlung seltener Tageszeitungen der Staats- und Stadtbibliothek Augsburg, an der die Brecht-Forschungsstätte angesiedelt ist. In diesen Zeitungen veröffentlichte der junge Brecht über sechzig Beiträge.
Neben der Betreuung von Wissenschaftlern aus dem In- und Ausland ist es die Hauptaufgabe des Instituts, das Werk Brechts zu erforschen und zu erschließen, was durch einschlägige Editionen und Publikationen, sowie Kongresse und Ausstellungen geschieht.
Kooperationen bestehen mit dem Brecht-Archiv in Berlin, der International Brecht Society, der Koreanischen Brecht-Gesellschaft, dem Brecht-Zentrum der Staatlichen Iwan-Franko-Universität in Zhytomyr (Ukraine), der Nationalen Schewtschenko-Universität in Kiew, der Staatlichen Borys-Grinchenko-Universität in Kiew und den Universitäten Katowice (Kattowitz) und Szczecin (Stettin) in Polen.
Die Brecht-Forschungsstätte Augsburg ist über ihren Leiter Jürgen Hillesheim Herausgeber- bzw. Mitherausgeberin von insgesamt 8 Jahrbüchern, Zeitschriften und Schriftenreihen: des Yearbooks der International Brecht Society, der Zeitschrift Bertolt Brecht und das moderne Theater der Koreanischen Brecht-Gesellschaft, des Brecht-Heftes des Brecht-Zentrums der Universität Zhytomyr, von Ars et Scientia, der Zeitschrift des Instituts „Dramaturgie“ derselben Universität, von Synopsis. Text – Kontext – Medien, Zeitschrift der Staatlichen Borys-Grinchenko-Universität Kiew, des Jahrbuchs Translation Landscapes - Internationale Schriften zur Übersetzungswissenschaft und der Buchreihe Perspektiven der Literatur- und Kulturwissenschaft. Darüber hinaus erscheint in dieser Herausgeberschaft seit 2016 Brecht – Werk und Kontext. Eine Schriftenreihe der Brecht-Forschungsstätte Augsburg. Dies ist weltweit die einzige wissenschaftliche Buchreihe zum Werk Bertolt Brechts, in der bisher 12 Bände erschienen.
Bisher publizierte die Brecht-Forschungsstätte Augsburg knapp fünfzig Einzeleditionen, Monografien, Aufsatzsammlungen und Ausstellungskataloge zum Werk Brechts und über 150 Buch-, Zeitschriften- und Lexikonbeiträge.

## Ausstellungen
- 1991: Von der Augsburger Bibelhandschrift zu Bertolt Brecht. Zeugnisse der deutschen Literatur aus der Staats- und Stadtbibliothek Augsburg.
- 1998: Dauerausstellung zu Leben und Werk Bertolt Brechts in dessen Geburtshaus (Brechthaus).
- 2006: Brecht in der Buchkunst und Graphik.
- 2013/2014: „Und dort im Lichte steht Bert Brecht: Rein. Sachlich. Böse.“ Die Schätze der Brechtsammlung der Staats- und Stadtbibliothek Augsburg.
- 2018: Bertolt Brecht – geboren in Augsburg, angekommen in der ganzen Welt, beheimatet in Zhytomyr.
- 2019: „…vollens ganz zum Bolschewisten geworden…“? Die Räterepublik 1919 in der Wahrnehmung Bertolt Brechts.
- 2023: Wanderer zwischen den Welten. Die Freundschaft Caspar Neher - Bertolt Brecht.

## Internationale Kongresse
- 1997: Caspar Neher – der größte Bühnenbauer unserer Zeit.
- 2006: Brecht und der Tod.
- 2012: Verfremdungen. Ein Phänomen Bertolt Brechts in der Musik.
- 2017: Bertolt Brecht. Zwischen Tradition und Moderne.
- 2023: Bertolt Brecht - ein Klassiker und ein Zeitgenosse.

## Veröffentlichungen (nur Monografien, Aufsatzsammlungen, Ausstellungskataloge; Auswahl)
- Von der Augsburger Bibelhandschrift zu Bertolt Brecht. Zeugnisse der deutschen Literatur aus der Staats- und Stadtbibliothek Augsburg und der Universitätsbibliothek Augsburg. Hrsg. von Helmut Gier und Johannes Janota. Weißenhorn 1991.
- Brecht, Bertolt: Liebste Bi. Briefe an Paula Banholzer. Hrsg. von Helmut Gier und Jürgen Hillesheim. Frankfurt am Main 1992.
- Der junge Brecht. Aspekte seines Denkens und Schaffens. Hrsg. von Helmut Gier und Jürgen Hillesheim. Würzburg 1996.
- Brecht, Bertolt: Bertolt Brechts Die Ernte. Die Augsburger Schülerzeitschrift und ihr wichtigster Autor. Hrsg. von Jürgen Hillesheim und Uta Wolf. Augsburg 1997.
- Caspar Neher – der größte Bühnenbauer unserer Zeit. Hrsg. von Christine Tretow und Helmut Gier. Opladen/Wiesbaden 1997.
- Gier, Helmut/Hillesheim, Jürgen: Brechthaus. Ein Begleitbuch zur ständigen Ausstellung im Geburtshaus Bertolt Brechts in Augsburg. Augsburg 1998 (in Englisch 2002).
- Denken heißt verändern..." Erinnerungen an Brecht. Hrsg. von Joachim Lang und Jürgen Hillesheim. Augsburg 1998.
- Hillesheim, Jürgen: Augsburger Brecht-Lexikon. Personen – Institutionen – Schauplätze. Würzburg 2000.
- Ders.: Brecht – Bier – Beweise. Die Ballade vom Liebestod und die Augsburger Hasenbrauerei. Augsburg 2001.
- Ders.: Bertolt Brechts Augsburger Geschichten. Biografische Skizzen und Bilder. Augsburg 2004 (2. Aufl. 2005).
- Ders.: „Ich muß immer dichten“. Zur Ästhetik des jungen Brecht. Würzburg 2005.
- Häußler, Volkmar: Brecht in der Buchkunst und Graphik. Ausstellung aus den Beständen der Staats- und Stadtbibliothek Augsburg und der Sammlung Volkmar Häußler. Hrsg. von Helmut Gier. Augsburg 2006.
- Brecht, Bertolt: „Wie ich mir aus einem Roman gemerkt habe…“ Früheste Dichtungen. Hrsg. von Jürgen Hillesheim. Frankfurt/Main 2006.
- Young Mr. Brecht Becomes a Writer / Der junge Herr Brecht wird Schriftsteller. Hrsg. von Jürgen Hillesheim. Wisconsin 2006.
- Hillesheim, Jürgen/Witzler, Ralf: Brecht und der Unfall: Über den Vater des Dichters und vom Umgang mit dessen Tod. Augsburg 2007.
- Brecht and Death / Brecht und der Tod. Hrsg. von Jürgen Hillesheim, Mathias Mayer und Stephen Brockmann. Wisconsin 2007
- Ende, Grenze, Schluss? Brecht und der Tod. Hrsg. von Stephen Brockmann, Mathias Mayer und Jürgen Hillesheim. Würzburg 2008.
- Hillesheim, Jürgen: Bertolt Brecht – Erste Liebe und Krieg. Mit einem bislang unbekannten Text und unveröffentlichten Fotos. Augsburg 2008.
- Ders.: „Instinktiv lasse ich hier Abstände...“. Bertolt Brechts vormarxistisches Episches Theater. Würzburg 2011.
- Verfremdungen. Ein Phänomen Bertolt Brechts in der Musik. Hrsg. von Jürgen Hillesheim. Freiburg 2013.
- Hillesheim, Jürgen: Bertolt Brechts Hauspostille. Einführung und Analysen sämtlicher Gedichte. Würzburg 2013.
- Ders.: „Ich habe Musik unter meiner Haut…“ Bach, Mozart und Wagner beim frühen Brecht. Freiburg 2014.
- Und dort im Lichte steht Bert Brecht: Rein. Sachlich. Böse." Die Schätze der Brechtsammlung der Staats- und Stadtbibliothek Augsburg. Hrsg. von Helmut Gier und Jürgen Hillesheim. Augsburg 2014.
- Man muß versuchen, sich einzurichten in Deutschland!" Brecht in den Zwanzigern. Hrsg. von Jürgen Hillesheim. Würzburg 2015.
- Hillesheim, Jürgen: Leben und Dichten zu Beginn des 20. Jahrhunderts. Bertolt Brechts Augsburger Zeit. Zhytomyr 2016 (in ukrainischer Sprache).
- Ders.: So machten die's mit was aus Fleisch und Bein ..." Ein spektakulärer Mordfall und ein Gedicht Bertolt Brechts. Würzburg 2016.
- Von Baal zu Baal. Fünfundzwanzig Studien – fünfundzwanzig Jahre Brecht-Forschungsstätte Augsburg. Hrsg. von Helmut Koopmann. Würzburg 2017.
- Bertolt Brecht. Zwischen Tradition und Moderne. Hrsg. von Jürgen Hillesheim. Augsburg 2018.
- Bertolt Brecht – geboren in Augsburg, angekommen in der ganzen Welt, beheimatet in Zhytomyr. Ausstellungskatalog. Hrsg. von Mykola Lipisivitskyi, Jürgen Hillesheim und Karoline Sprenger. Zhytomyr 2018.
- „…vollens ganz zum Bolschewisten geworden…“? Die Räterepublik 1919 in der Wahrnehmung Bertolt Brechts. Katalog zur Ausstellung vom 1. März bis 26. April 2019 in der Staats- und Stadtbibliothek Augsburg. Hrsg. von Jürgen Hillesheim und Karl-Georg Pfändtner. Augsburg 2019.
- Hillesheim, Jürgen: Zwischen Affirmation und Verweigerung. Bertolt Brecht und die Revolution. Würzburg 2019.
- 25 Jahre Bertolt-Brecht-Preis. Hrsg. von Jürgen Hillesheim und Uwe Wittstock. Augsburg 2020.
- Hillesheim, Jürgen: "Immer unbändiger die Lust, noch größer zu werden..." Das Motiv des Baumes in der Lyrik Brechts. Würzburg 2020.
- Hillesheim, Jürgen: Lotte Lenya und Bertolt Brecht. Das wilde Leben zweier Aufsteiger. Darmstadt 2022.